# St. Peter und Paul (Großmonra)

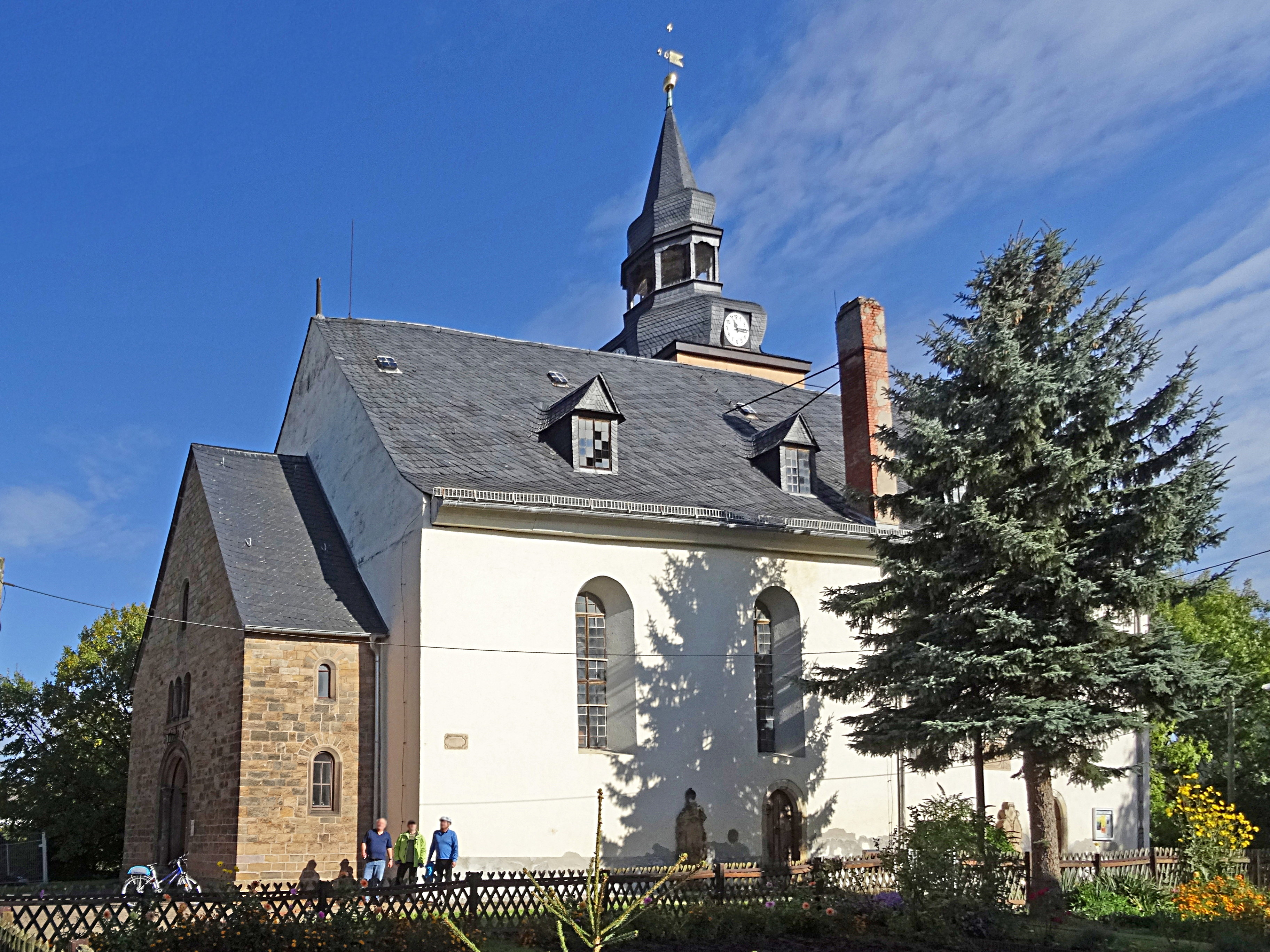
Großmonra, St. Peter und Paul

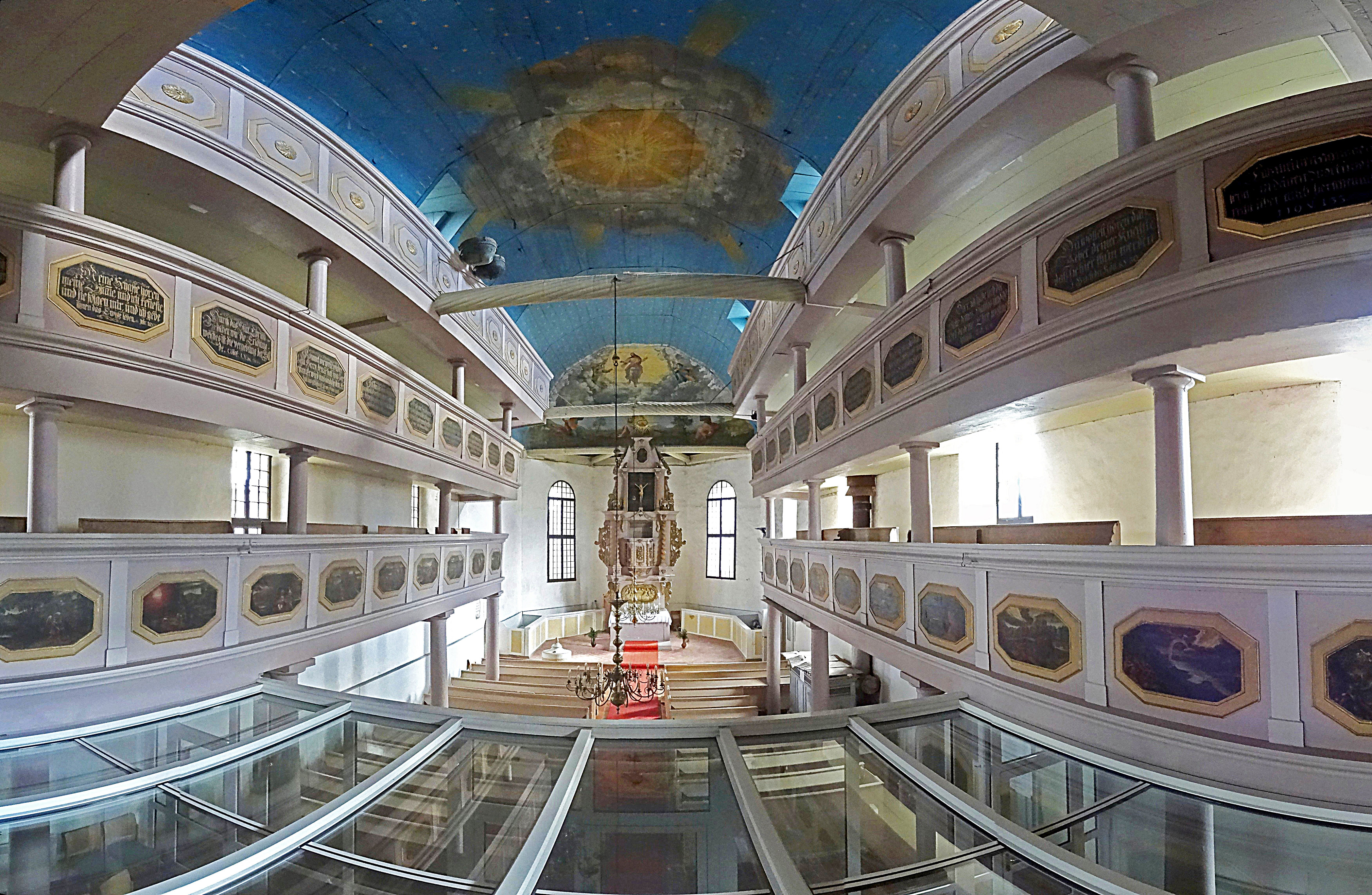
Innenraum-Panorama

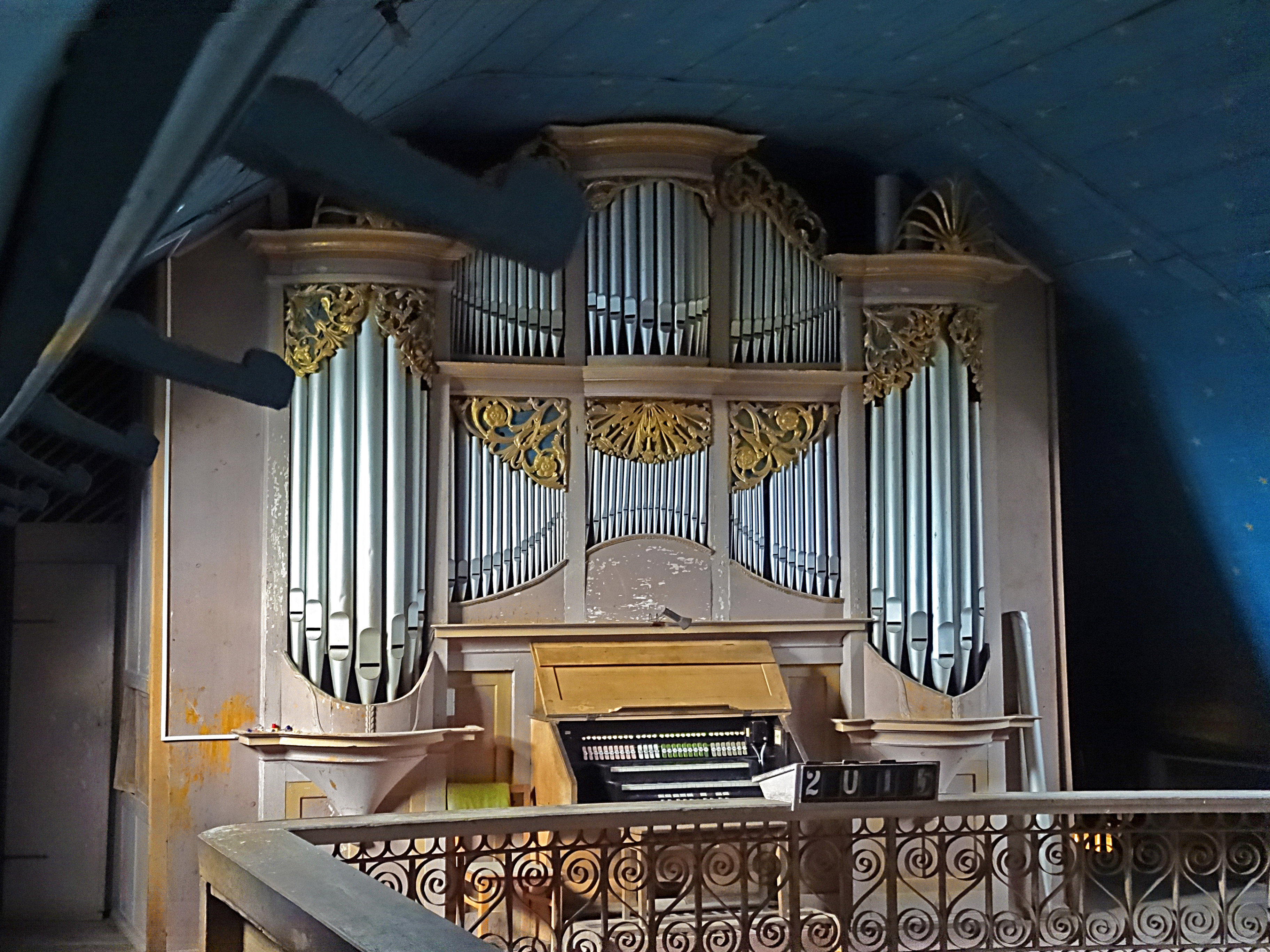
Orgel

Die evangelisch-lutherische Dorfkirche Großmonra steht in Großmonra, einem Ortsteil der Stadt Kölleda im Landkreis Sömmerda in Thüringen. St. Peter und Paul gehört zur Kirchengemeinde RG Kölleda der Pfarrei Kölleda-Ostramondra im Kirchenkreis Eisleben-Sömmerda der Evangelischen Kirche in Mitteldeutschland.

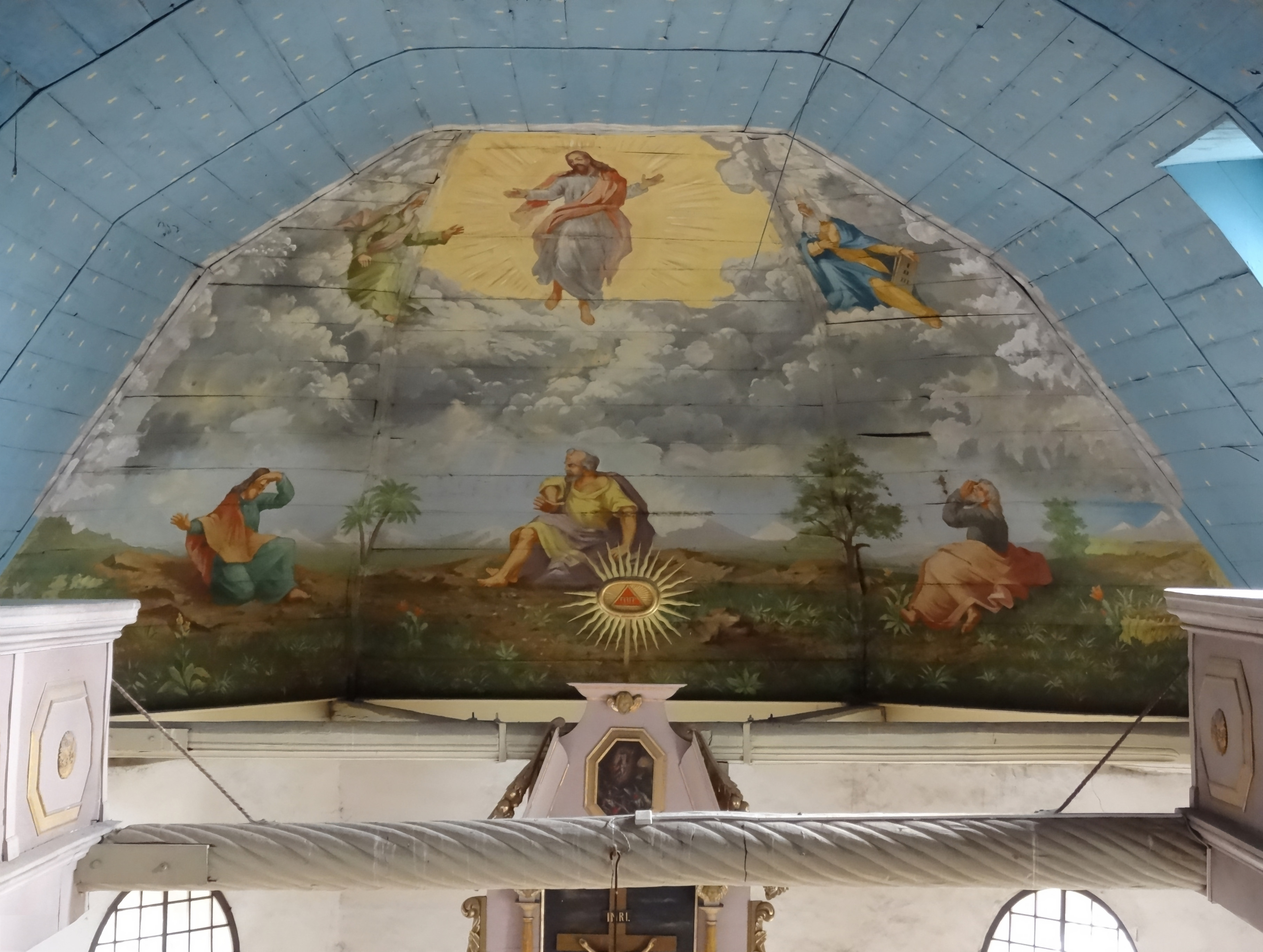
Deckenmalerei

Die ehemalige Dekanatskirche verblieb auch nach der Reformation bis 1803 unter dem Patronat des Kollegiatstifts St. Marien des Erfurter Doms. Die große Saalkirche mit polygonalem Abschluss im Osten und Kirchturm im Norden wurde laut Inschrift an der Südseite 1688 anstelle eines Vorgängerbaus errichtet. Die schmucklose verputzte Fassade hat rundbogige Fenster und Portale. Der steinsichtige Anbau im Westen, in dem sich der Aufgang zu den Emporen befindet, wurde bei der umfassenden Wiederherstellung 1839 angefügt. Das Kirchenschiff hat dreiseitige, dreigeschossige Emporen, die 1839 teilweise bzw. die als Säulen ausgebildeten Stützen gänzlich erneuert wurden. An den unteren Emporen sind querliegende achteckige Tafeln mit Bibelszenen und Bibelzitaten, die von den ursprünglichen Emporen übernommen wurden. Die Deckenmalerei von 1897 des abgeflachten hölzernen Tonnengewölbes zeigt die Verklärung Christi im Polygon im Osten. Aus der Erbauungszeit der Kirche stammt der Kanzelaltar mit gestaffeltem architektonischen Aufbau und gewundenen Säulen an Prospekt und Kanzelkorb. Über dem Kanzelkorb ist ein Relief mit Abendmahl und Kruzifix. Im Auszug befindet sich ein Gemälde, das die Auferstehung Jesu Christi darstellt. Ein rundes hölzernes Taufbecken stammt von 1839. Im kreuzgratgewölbten Erdgeschoss des Turms befindet sich die ehemalige Sakristei. Dort steht ein stark verschmutztes Epitaph mit einem Gemälde von der Kreuzigung aus dem 17. Jahrhundert.
Die erste Orgel wurde 1839 gebaut. 1896 wurde im alten kleinteilig verzierten Prospekt eine neue Orgel mit 26 Registern, verteilt auf 2 Manuale und Pedal, von Georg Kiesling & Söhne eingebaut.